# 水媒傳染病
水媒傳染病為直接或間接接觸到水源，可能是食入或是洗澡或休閒用水的皮膚接觸引发的疾病，大多數水媒傳染病的主要特徵是腹瀉，進而可能造成脫水與死亡。更廣義的水媒傳染病可涵蓋與水資源短缺有關的疾病，或是氣候事件引起的水汙染，如洪水等。水媒傳染病可分為四種途徑來源：水媒途徑(waterborne route)、水洗途徑(water-washed route) 、昆蟲媒介途徑(water-based and insect vector route)、水相關途徑(water-related route)。狹義的水媒途徑指的是直接飲用受病原體汙染的水源。

## 疾病成因
缺乏安全的飲用水、環境衛生和個人衛生(Water, sanitation and hygiene, WASH)是水媒傳染病在社區傳播的主要成因，糞口傳染為水媒傳染病的傳染途徑。貧窮也增加了社區發生水媒傳染病的機會，例如社區的經濟狀況會影響社區是否能有乾淨的水源。發展程度較低的地區或國家有較高的機會發生水媒傳染病，但發展程度較高的地區或國家亦有發生的可能。

## 致病源及傳染方式
水媒途徑疾病包含霍亂、輪狀病毒、沙門氏菌、A型肝炎病毒、與鉤端螺旋體等。水洗途徑常見疾病包含血吸蟲病、麥地那龍線蟲病與衛氏肺吸蟲病等。昆蟲媒介途徑、水相關途徑則和直接飲用水的品質無關，而是來自昆蟲媒介存在水源中，人類因為被該類昆蟲叮咬而致病。最常見的昆蟲媒介途徑疾病為蚊子與蒼蠅，水相關途徑疾病則有瘧疾、黃熱病、登革熱、河盲症等。

## 預防
飲用或再生被致病生物或病原體污染的水是導致水傳播感染的原因。獲得乾淨的飲用水和衛生設施是預防水傳播疾病的主要方法。

## 流行病學
根據世界衛生組織在2016年統計的資料，全世界因為缺乏安全乾淨衛生的水資源(WASH)而造成的疾病負擔約占4.6%的失能調整生命年(DALYs)，佔了全球死亡率的3.3%，小於五歲的兒童的死亡率更高達13%。其中腹瀉是不適當衛生水資源最常造成的死亡原因。在低收入的國家造成中重度腹瀉的主要致病菌是輪狀病毒和大腸桿菌。目前霍亂在全世界69個國家仍然是地方流行病，主要盛行於撒哈拉沙漠以南的非洲，約造成每年290萬人感染、95000個人死亡。